# 鈴木町站

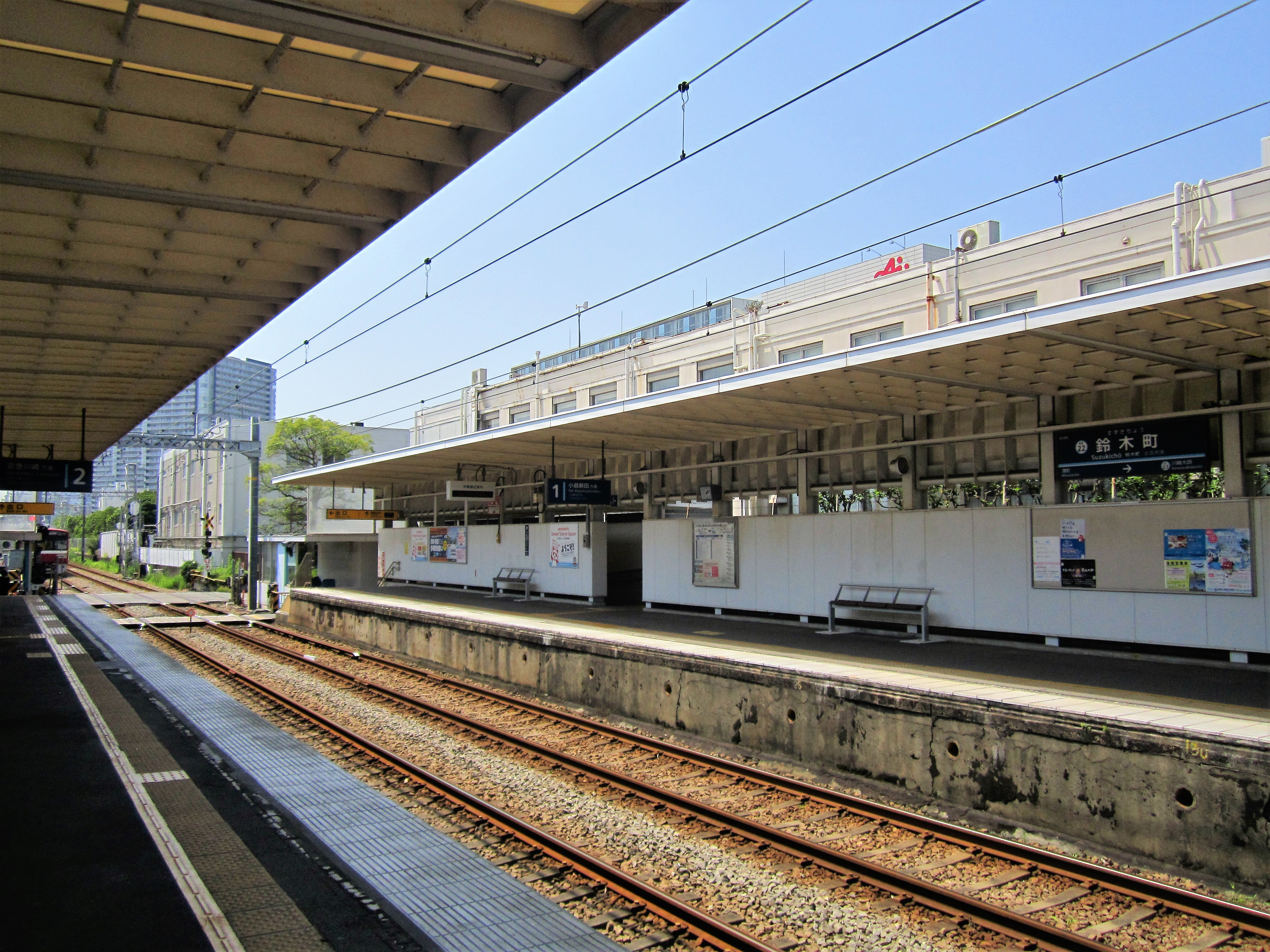
月台（2019年8月）

鈴木町站（日语：／ Suzukichō eki */?）位於日本神奈川縣川崎市川崎區鈴木町，屬於京濱急行電鐵大師線的鐵路車站。車站編號是KK22。

## 歷史
京急大師線的交通立體化工程在1993年（平成5年）決定，1994年（平成6年）取得許可，規劃進行包含本站在內的地下化工程。但是，包含本站在內的2期區間一直未動工，直至2016年3月29日宣布工程中止。之後2017年10月27日進行的平成29年度第1回川崎市公共事業評價審査委員會，決議中止。

### 年表
- 1929年（昭和4年）12月10日 - 車站啟用，當時稱為味之素前站。
- 1944年（昭和19年）10月20日 - 車站改稱鈴木町站。
- 2010年 (平成22年) 4月 - 站房改建。

## 結構
本站為側式月台2面2線地面車站。京急川崎方向有站內平交道。1號線側的剪票口僅在平日早晨開放。2010年3月31日起本站全日配置站員。車站已設置供功能廁所與無障礙斜坡。

### 月台配置
| 月台 | 路線   | 方向 | 目的地                 |
| ---- | ------ | ---- | ---------------------- |
| 1    | 大師線 | 下行 | 川崎大師、小島新田方向 |
| 2    | 大師線 | 上行 | 京急川崎方向           |

## 使用情況
2016年度1日平均上下車人次為9,722人。近年1日平均上下、上車人次推移如下表。
| 年度               | 1日平均 上下車人次 | 1日平均 上車人次 |
| ------------------ | ------------------ | ---------------- |
| 1995年（平成07年） |                    | 3,289            |
| 1996年（平成08年） |                    | 3,129            |
| 1997年（平成09年） |                    | 3,077            |
| 1998年（平成10年） |                    | 3,544            |
| 1999年（平成11年） |                    | 3,730            |
| 2000年（平成12年） |                    | 3,841            |
| 2001年（平成13年） |                    | 4,000            |
| 2002年（平成14年） | 7,928              | 4,022            |
| 2003年（平成15年） | 8,079              | 4,056            |
| 2004年（平成16年） | 7,827              | 3,952            |
| 2005年（平成17年） | 7,915              | 3,943            |
| 2006年（平成18年） | 7,911              | 3,981            |
| 2007年（平成19年） | 7,785              | 3,905            |
| 2008年（平成20年） | 8,058              | 3,998            |
| 2009年（平成21年） | 7,857              | 3,916            |
| 2010年（平成22年） | 8,114              | 3,993            |
| 2011年（平成23年） | 8,169              | 4,049            |
| 2012年（平成24年） | 8,095              | 4,032            |
| 2013年（平成25年） | 8,343              | 4,064            |
| 2014年（平成26年） | 8,597              | 4,235            |
| 2015年（平成27年） | 9,385              |                  |
| 2016年（平成28年） | 9,722              |                  |

## 周邊
鈴木町站位於味之素川崎事業所出入口前。鈴木町是以味之素創業者鈴木三郎助命名。本站周邊已劃入多摩川河畔地區都市整備事業。2000年起，工廠用地逐漸改建為複合商業設施。而預訂的首都高速川崎線與大師線新線部分（京急川崎～川崎大師）的整備尚未開始。
- 味之素川崎事業所
- Mercian（日语：メルシャン）川崎工場
- 伊藤洋華堂川崎港町店
- 山田電機Tecc Land川崎店
- BOOKOFF SUPER BAZAAR（日语：ブックオフコーポレーション）409號川崎港町
- 川崎河港水門（日语：川崎河港水門）
- 川崎旭町郵便局

### 巴士
最近的巴士站是國道409號線上的味之素前。以下路線由川崎鶴見臨港巴士運行。
- 川01系統：往川崎站、往殿町 ※平日2班[9][10]
- 快速：川崎駅行、浮島橋行

## 相鄰車站
京濱急行電鐵
 大師線
港町（KK21）－鈴木町（KK22）－川崎大師（KK23）

## 外部連結
- 鈴木町站（各站資訊） - 京濱急行電鐵（日語）